# Rue Rotrou
La rue Rotrou est une voie du 6e arrondissement de Paris, en France.

## Situation et accès
Située dans le quartier de l'Odéon, la rue Rotrou débute au 8, place de l'Odéon et se termine place Paul-Claudel.
Le quartier est desservi par les lignes de métro 4 et 10 à la station Odéon.

## Origine du nom

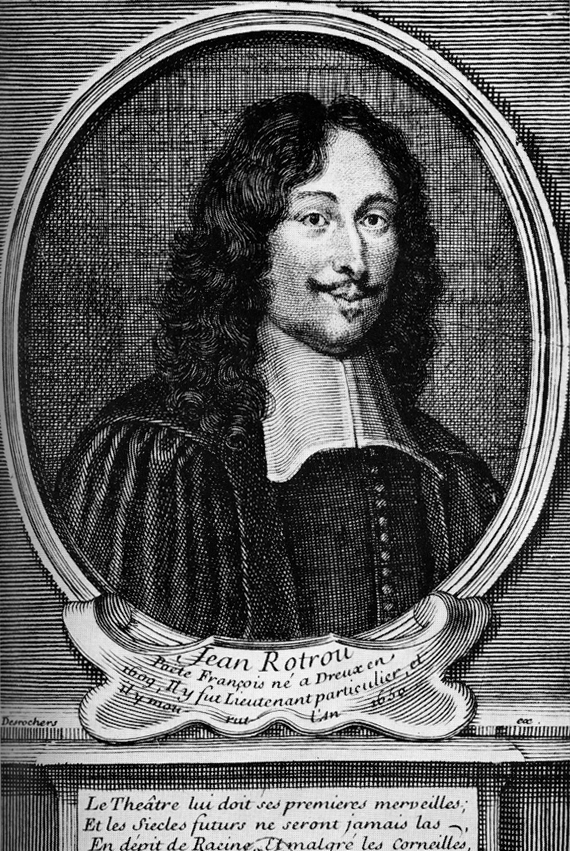
Jean de Rotrou.

Elle porte le nom du dramaturge français Jean de Rotrou (1609-1650) en raison du voisinage du théâtre de l'Odéon.

## Historique
Cette voie est ouverte par lettres patentes du 10 août 1779 lors de la construction du théâtre de l'Odéon sous le nom de « rue Molière » ; elle ne doit pas être confondue avec la rue Molière du 1er arrondissement, près de la Comédie-Française.
Elle est renommée « rue Rotrou » par un décret du 27 février 1867.

## Bâtiments remarquables et lieux de mémoire

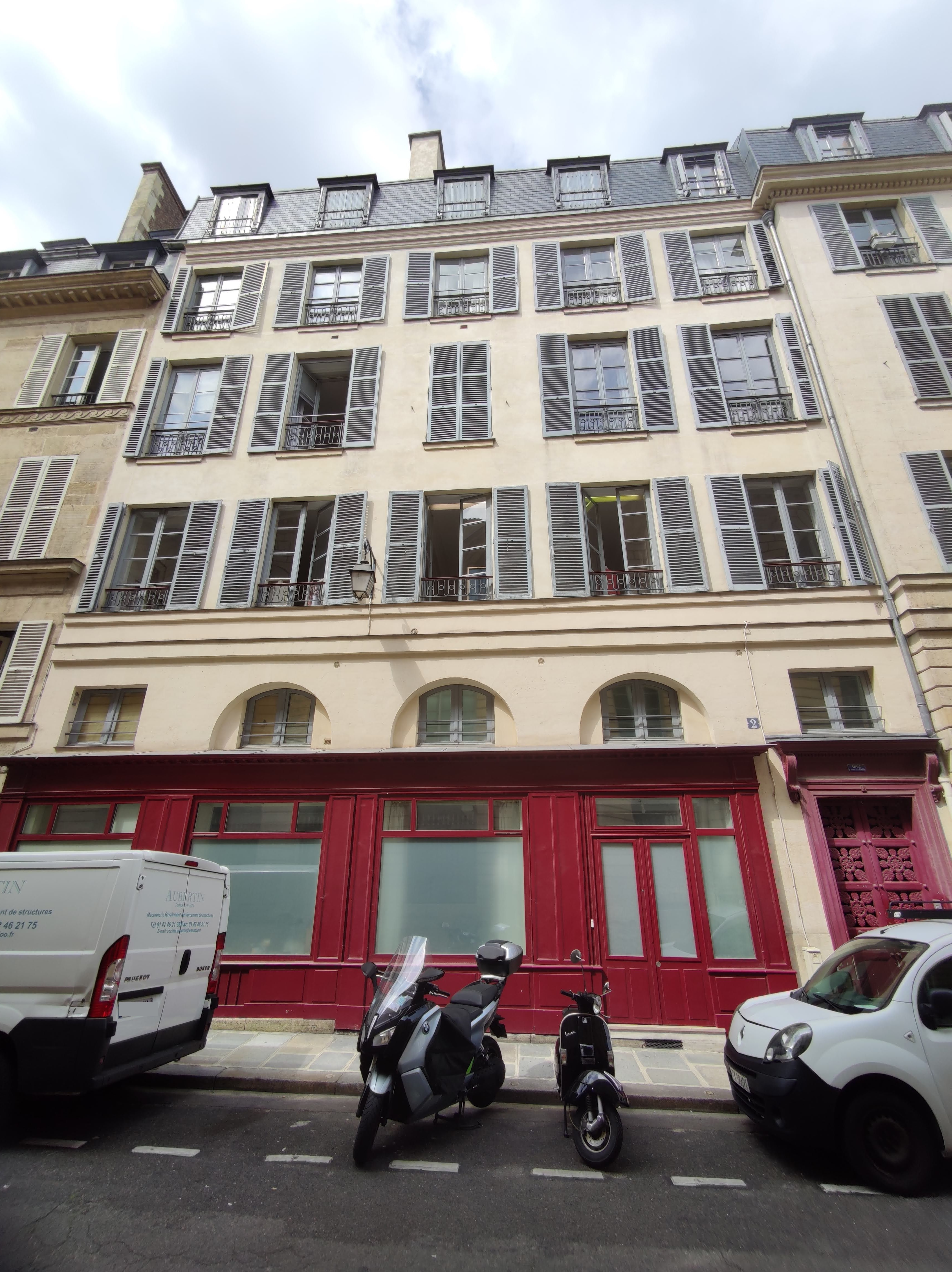
No 2.

- La rue borde le côté ouest du théâtre de l'Odéon et débouche sur le jardin du Luxembourg.
- No 2 : en 1937, un banal magasin d’antiquités situé à cette adresse est l’objet d’une perquisition menée par les enquêteurs de la Sûreté nationale dans le cadre de l’affaire dite des Cagoulards. On y découvre, « dissimulés sous de vieux meubles en réparation dans l’atelier de l’antiquaire », 45 mitraillettes, 134 fusils et 20 000 cartouches[2]. Le journaliste Jean Luchaire était domicilié à cette adresse en 1921, au moment de la naissance de sa fille, l'actrice Corinne Luchaire.